# Cyprien Katsaris
Cyprien Katsaris (Marsiglia, 5 maggio 1951) è un pianista francese.

## Biografia
Pianista franco-cipriota, ha iniziato lo studio del pianoforte all'età di 4 anni in Camerun. Dopo il diploma al Conservatorio di Parigi, ha proseguito gli studi con Aline van Barentzen e Monique de la Bruchollerie. Nel 1977 ha vinto il Concorso internazionale Rostrum - UNESCO di Bratislava, nel 1974 il Primo premio al Concorso internazionale Cziffra di Versailles ed inoltre nel 1972 è stato premiato al Concorso internazionale Regina Elisabetta del Belgio. 
Nel 2006, il maestro è stato il primo pianista a tenere delle masterclass nella casa di Franz Liszt a Weimar sin dal 1886, anno dell'ultima masterclass tenuta da Liszt stesso, l'anno della sua morte.
Si è esibito con numerose orchestre internazionali: Philharmonia di Londra, Orchestra reale del Concertgebouw di Amsterdam, Filarmonica di Berlino, Orchestra sinfonica di Filadelfia, Cleveland, ecc. Inoltre ha collaborato con direttori d'orchestra quali Leonard Bernstein, Sir Simon Rattle, Kurt Masur, Antal Dorati, Charles Dutoit, Eugene Ormandy, ecc.

## Tecnica pianistica e stile
Il maestro è dotato di una formidabile tecnica pianistica; il suo stile è  caratterizzato da un controllo assoluto delle dinamiche dello strumento e dalla costruzione maniacale e bilanciata del fraseggio e delle armonie.
È noto soprattutto per le sue capacità di improvvisazione notevoli. Il suo stile di improvvisazione viene spesso paragonato a quello tipico lisztiano. Il maestro, prima o dopo ogni concerto, aggrada il pubblico con improvvisazioni del tutto spontanee su melodie celebri, talvolta nello stile di diversi compositori.
Ha pubblicato e registrato innumerevoli trascrizioni per pianoforte di brani orchestrali o per strumento solo.

## Discografia
Katsaris è stato il primo pianista nella storia a registrare l'integrale delle trascrizioni delle nove sinfonie di Ludwig van Beethoven curate da Franz Liszt, oltre a numerose altre incisioni.
Ai maggiori compositori della storia, si affiancano molti compositori sconosciuti o semi-sconosciuti.
Ha registrato un numero impareggiato di composizioni in première mondiali.